# Mongolische Revolution von 1990

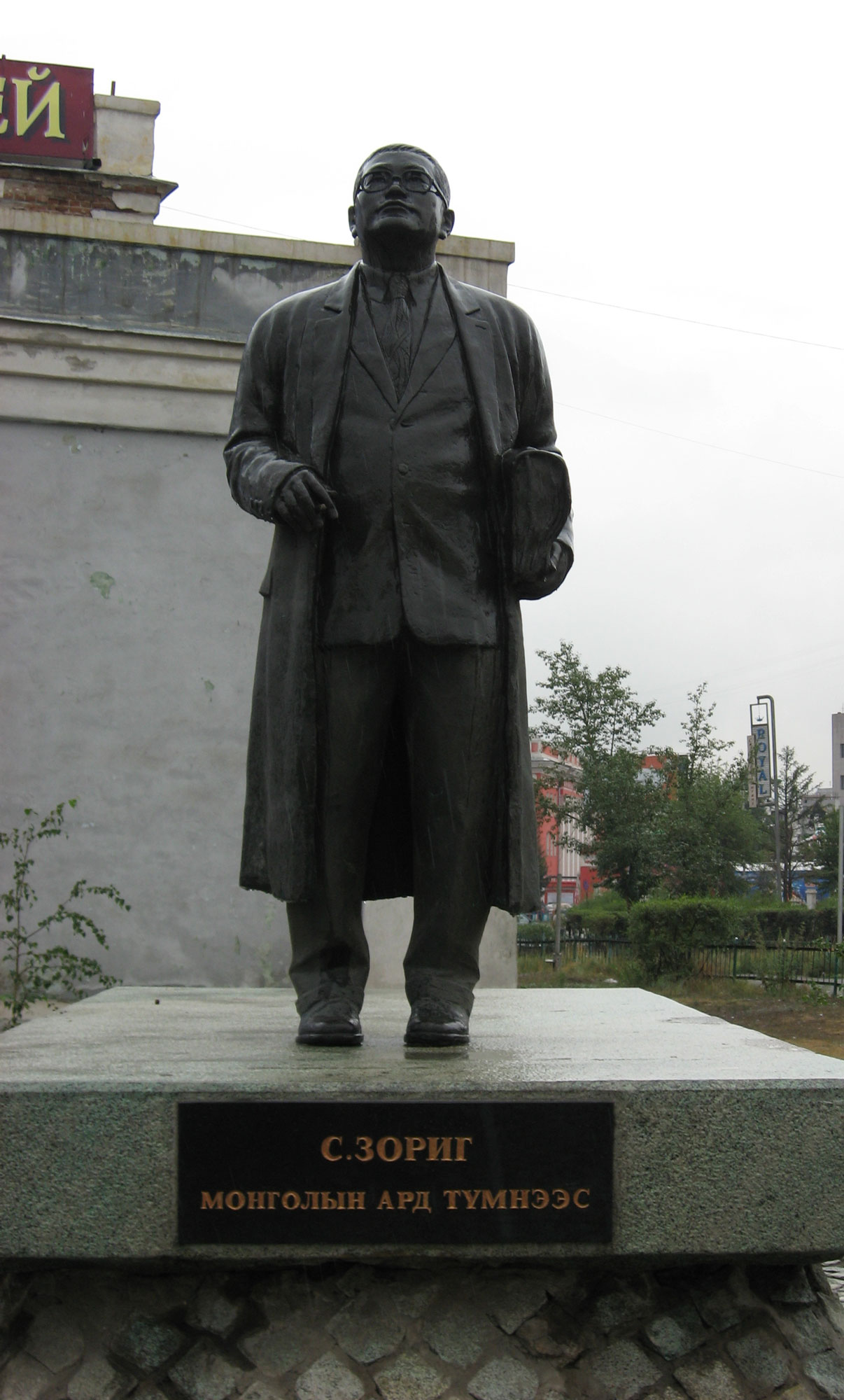
Eine Statue des demokratischen Aktivisten Sanjaasürengiin Zorig, der 1998 von unbekannten Attentätern ermordet wurde.

Die Mongolische Revolution von 1990, in der Mongolei als Demokratische Revolution von 1990 bekannt (mongolisch: 1990 оны ардчилсан хувьсгал, romanisiert: 1990 ony ardchilsan khuvisgal), war eine friedliche Revolution, die zum Übergang des Landes zu einem Mehrparteiensystem und dem Ende der Mongolischen Volksrepublik führte. Sie wurde von Glasnost und Perestroika in der Sowjetunion in den späten 1980er Jahren inspiriert und war eine der vielen Revolutionen von 1989/90. Sie wurde hauptsächlich von jungen Demonstranten angeführt, die sich auf dem Süchbaatar-Platz in der Hauptstadt Ulaanbaatar versammelten. Auch in anderen Städten des Landes fanden Demonstrationen für eine Demokratisierung des Landes statt.
Obwohl die Einparteienherrschaft in der Mongolei offiziell mit der Verabschiedung einer neuen Verfassung am 12. Februar 1992 endete, blieb die Mongolische Revolutionäre Volkspartei (MRVP) an der Macht, bis sie bei den Parlamentswahlen 1996 von der Opposition abgelöst wurde. Allerdings hatte das Land bereits 1991 mit der Einführung einer Börse und der Gründung eines Privatisierungsausschusses den Übergang zur Marktwirtschaft eingeleitet.

## Vorgeschichte
Nach der mongolischen Revolution von 1921 wurde die kommunistische Mongolische Volkspartei zur dominanten Kraft einer unabhängigen Mongolei. Das Land stand stark unter dem Einfluss der Sowjetunion und wurde 1924 schließlich zu einem sozialistischen Einparteienstaat. In den folgenden Jahrzehnten blieb die Mongolei eng mit der Sowjetunion verbündet und war deren Satellitenstaat. Zur Errichtung des mongolischen kommunistischen Staates wurden verschiedene repressive Maßnahmen ergriffen, darunter die Verfolgung demokratischer Aktivisten, des buddhistischen Klerus und der Intellektuellen. Zu den massiven Veränderungen im Land gehörten ein vollständiges Verbot religiöser Praktiken und die Zerstörung von 700 Klöstern, aber auch der Bau der größten Städte der Mongolei, die Errichtung von industriellen Großbetrieben und Alphabetisierungsprogramme für die Massen. Die Mongolische Volksrepublik wurde von 1939 bis 1952 von Chorloogiin Tschoibalsan geführt, gefolgt von Jumdschaagiin Tsedenbal, der von 1952 bis 1984 an der Spitze des Staates stand. Beide unterstützen die enge Bindung an die Sowjets. Nach dem Rücktritt von Tsedenbal im Jahr 1984 führte die neue Führung unter Dschambyn Batmönch vorsichtige wirtschaftliche Reformen durch, die jedoch bei denjenigen, die Ende 1989 weitergehende Veränderungen wünschten, wenig Anklang fanden.

## Friedliche Revolution
Die Revolution von 1990 wurde vor allem von jungen Menschen vorangetrieben, die einen Wandel im Land herbeiführen wollten. Eine der wichtigsten Gruppen, die auf Veränderungen drängten, war die Mongolische Demokratische Union (MDU), eine Gruppe von Intellektuellen, die von den Revolutionen in Osteuropa beeinflusst waren. Konzepte wie Glasnost, Redefreiheit und wirtschaftliche Freiheiten, die die Intellektuellen im Ausland kennengelernt hatten, inspirierten die ersten Diskussionen, die zur Revolution führen sollten. Am Morgen des 10. Dezember 1989 fand vor dem Jugendkulturzentrum in Ulaanbaatar die erste öffentliche Pro-Demokratie-Demonstration statt, bei der die Gründung der Mongolischen Demokratischen Union bekannt gegeben wurde.
Die Demonstranten forderten ein Mehrparteiensystem, freie Wahlen mit allgemeinem Wahlrecht, die Ablösung der zentralen Planwirtschaft durch die Marktwirtschaft, Privateigentum, eine Neuorganisation der Regierung und den Schutz der Menschenrechte, insbesondere der Religionsfreiheit. Die Demonstranten brachten ein nationalistisches Element in die Proteste ein, indem sie die traditionellen mongolische Schriftzeichen verwendeten – die die meisten Mongolen nicht lesen konnten – als symbolische Ablehnung des politischen Systems, welches das mongolische kyrillische Alphabet eingeführt hatte.
Die Demonstrationen nahmen Ende Dezember drastisch zu, als die Nachricht von Garri Kasparows Interview mit dem Playboy die Runde machte. In dem Interview wurde angedeutet, dass die Sowjetunion die Mongolei an China verkaufen könnte, um an Geld zu kommen. Am 2. Januar 1990 begann die Mongolische Demokratische Union mit der Verteilung von Flugblättern, die zu einer demokratischen Revolution aufriefen. Am 14. Januar 1990 versammelten sich die Demonstranten, die von dreihundert auf einige tausend angewachsen waren, auf dem Platz vor dem Lenin-Museum. Eine Demonstration auf dem Süchbaatar-Platz (bei −30 °C) folgte am 21. Januar. Die Demonstranten trugen Transparente mit Anspielungen auf Dschingis Khan und rehabilitierten damit eine Figur, die in den sozialistischen Lehrplänen verboten worden war. Die Demonstranten trugen eine modifizierte Flagge der Mongolei, auf der der Stern, der die sozialistische Ausrichtung des Landes repräsentierte, fehlte. Diese Flagge sollte nach der Revolution zur offiziellen Flagge werden.
In den folgenden Monaten organisierten Aktivisten anhaltende Demonstrationen, Kundgebungen, Proteste und Hungerstreiks sowie Streiks von Lehrern und Arbeitern. Die Demonstrationen dehnten sich auf Tausende in der Hauptstadt Ulaanbaatar und auf andere Großstädte wie Erdenet und Darchan sowie auf Provinzzentren wie Mörön aus. Nach den Großdemonstrationen wurden die ersten Oppositionsparteien der Mongolei gegründet. Im März 1990 demonstrierten 100.000 Menschen auf einer von der Opposition organisierten Veranstaltung. Am 7. März 1990 begann die Demokratische Union auf dem Süchbaatar-Platz zunächst einen Hungerstreik von zehn Personen, um die amtierende Regierung zum Rücktritt aufzufordern. Der Hungerstreik eskalierte, als sich Tausende versammelten, um sich dem Streik anzuschließen, und erklärten, dass der Streik nicht enden würde, bis die Regierung zurückgetreten sei.
Im Politbüro der Mongolischen Volkspartei fanden Diskussionen statt, wie auf die Proteste reagiert werden sollte und ob man diese gewaltsam niederschlagen sollte. Staatspräsident Dschambyn Batmönch weigerte sich allerdings gewaltsam vorzugehen und kündigte am 12. März seinen Rücktritt und die Auflösung des Politbüros an. Der Hungerstreik wurde beendet. Der Rücktritt des Politbüros der Mongolischen Volkspartei ebnete den Weg für die ersten Mehrparteienwahlen in der Mongolei. Die neue Regierung kündigte die ersten freien Parlamentswahlen in der Mongolei an, die im Juli abgehalten werden sollten.

## Folgen
Im Anschluss an die demokratische Revolution von 1990 fanden am 29. Juli 1990 die ersten freien Mehrparteienwahlen für ein Zweikammerparlament in der Mongolei statt. Die Mongolische Volkspartei konnte die Wahlen gewinnen und somit weiter regieren. Hauptgründe waren die Zersplitterung der Opposition und der starke Rückhalt der MRVP in der Landbevölkerung. Dennoch teilte die neue Regierung unter Daschiin Bjambasüren die Macht mit den Demokraten und führte Verfassungs- und Wirtschaftsreformen durch. Diese Übergangszeit und das Ende der sowjetischen Wirtschaftshilfen durch den Zerfall der Sowjetunion war allerdings mit harten sozialen Einschnitten für die Bevölkerung verbunden.
Eine neue demokratische Verfassung wurde 1992 eingeführt. Der erste Wahlsieg für die Opposition war die Präsidentschaftswahl von 1993, als der Oppositionskandidat Punsalmaagiin Otschirbat gewann. Bedeutende Aktivisten und Organisatoren der Revolution von 1990 wurden später wichtige Politiker der demokratischen Mongolei wie Sandschaasürengiin Dsorig oder Tsachiagiin Elbegdordsch. Bei den Parlamentswahlen 1996 gelang es dann einer Koalition der Demokratischen Union unter der Führung des Vorsitzenden der Demokratischen Partei, Tsachiagiin Elbegdordsch, erstmals die Mehrheit zu erringen.